# طرفة الكلب الأشعث
قصة أو طرفة الكلب الأشعث عبارة عن حكاية طويلة للغاية تتميز برواية واسعة النطاق لحوادث غير ذات صلة عادةً وتنتهي بصدمة . بمعنى آخر، هي قصة طويلة تهدف إلى التسلية ولها نهاية سخيفة أو تافهة عن قصد.
تلعب قصص الكلب الأشعث على تصورات الجمهور المسبقة حول رواية النكات. يستمع الجمهور إلى القصة بتوقعات معينة، والتي إما لم تكتمل ببساطة أو اكتملت بطريقة غير متوقعة تمامًا. تستمد قصة الكلب الأشعث الطويلة حس الفكاهة من حقيقة أن القائل للنكتة جذب انتباه المستمعين لفترة طويلة (مثل هذه النكات يمكن أن تستغرق خمس دقائق أو أكثر لترويها) دون أي سبب على الإطلاق، كما حدث في القصة التي طال انتظارها. النتيجة لا معنى لها أصلًا، حيث تلعب النكتة ككل على بحث البشر عن المعنى. وتنعكس طبيعة إيصالها في المصطلح الإنجليزي "حبك القصة"، على سبيل البلاغة في إنتاج الحكاية.
ترتبط قصة الكلب الأشعث بالتقلبات الطويلة غير المقصودة باعتبارها وسيلة كوميدية، ويُشار إلى الاثنين أحيانًا بنفس الطريقة. في حين أن قصة الكلب الأشعث هي مبالغة كوميدية في تجربة الحياة الحقيقية، إلا أنها تم إنشاؤها أيضًا بشكل متعمد لإثارة إعجاب الجمهور الذي يتوقع مكافأة كوميدية ويستخدم هذا التوقع لتخريب التوقعات وإنشاء كوميديا بطرق غير متوقعة. في مثل هذا النوع من القصص الفكاهية، تكمن الفكاهة في عدم جدوى أو عدم صلة الحبكة أو الجملة المضحكة.
لاحظت عالمة العلوم الإنسانية جين ماري تود أن قصة الكلب الأشعث توضح طبيعة الرغبة في الفكاهة وكيفية حدوث هذه العملية.

## قصة نموذجية
تعتبر قصة الكلب الأشعث التي تحمل الاسم نفسه بمثابة النموذج الأصلي لهذا النوع. تبني القصة تأكيدًا متكررًا على شعث الكلب الاستثنائي. تبلغ ذروة القصة ذروتها برد فعل الشخصية على الحيوان بقولها: "هذا الكلب ليس أشعثًا جدًا". وبالتالي يتم تخريب توقعات الجمهور التي تم بناؤها من خلال عرض القصة، سواء في التفاصيل (أن الكلب أشعث) أو في تقديم الجملة النهائية. يقدم تيد كوهين المثال التالي لهذه القصة:
يختلف المؤلفون حول ما إذا كانت هذه القصة بالذات هي النموذج الأصلي الذي سُميت الفئة باسمه. إريك بارتريدج، على سبيل المثال، يقدم قصة مختلفة تمامًا، كما فعل ويليام وماري موريس في قاموس موريس لأصول الكلمات والعبارات.
تتضمن قصة الكلب الأشعث النموذجية بالنسبة الى بارتريدج وموريس إعلانًا وضع في صحيفة التايمز يعلن عن البحث عن كلب أشعث. في قصة بارتريدج، تبحث عائلة أرستقراطية تعيش في بارك لين عن كلب ضائع، ويجيب أمريكي على الإعلان بكلب أشعث وجده وأحضره بنفسه عبر المحيط الأطلسي، ليستقبله كبير الخدم في نهاية القصة ويلقي نظرة واحدة على الكلب ويغلق الباب في وجهه قائلاً: "ولكن ليس أشعثاً إلى هذا الحد يا سيدي!" وفي قصة موريس، ينظم المعلن مسابقة للعثور على الكلب الأكثر أشعاثًا في العالم، وبعد عرض مطول للبحث عن مثل هذا الكلب، يقدم الفائز إلى المحرض الأرستقراطي على المسابقة، الذي يقول: "أنا لا أظن أنه أشعث جدًا." 

## أمثلة في الأدب

### مارك توين وقصة كبش الجد القديم
وردت قصة نموذجية عن كلب أشعث في كتاب مارك توين عن رحلاته إلى الغرب، بعنوان "Roughing It " (1872). أصدقاء توين يشجعونه على الذهاب للعثور على رجل يُدعى جيم بلين عندما يكون في حالة سكر، ويطلبون منه أن يروي "القصة المثيرة عن كبش جده القديم". بتشجيع من أصدقائه الذين سمعوا القصة بالفعل، وجد توين أخيرًا بلين، عامل منجم الفضة القديم، الذي شرع في إخبار توين وأصدقائه بالحكاية. يبدأ بلين بالكبش ("لم يكن هناك كبشًا عجوزًا أكثر فظاعة مما كان عليه")، ويستمر في أربع صفحات أخرى غير مقسمة.
يروي بلين أثناء ذلك العديد من القصص، كل واحدة منها ترتبط بالأخرى السابقة عن طريق خيط رقيق، ولا علاقة لأي منها بالكبش القديم. تنتقل هذه القصص من حكاية المبشرين المسلوقين؛ لسيدة تستعير عينًا زائفة، وساقًا وتدًا، وشعرًا مستعارًا لزوجة بائع نعش؛ والحكاية الأخيرة لرجل وقع في فخ الآلات في مصنع للسجاد واشترى "أكبر قطعة من السجاد التي نسجت بقاياه فيها." بينما يروي بلين قصة جنازة رجل السجاد، يبدأ في النوم، وينظر توين حوله، ويرى أصدقاءه "يختنقون من الضحك المكبوت". وأخبروه الآن أنه "في مرحلة معينة من التسمم، لا يمكن لأي قوة بشرية أن تمنع (بلين) من الانطلاق، بمسحة مثيرة للإعجاب، ليخبرنا عن مغامرة رائعة خاضها ذات مرة مع كبش جده القديم - وكان ذكر الكبش في الجملة الأولى أبعد ما وصل إليه أي رجل سمعته يذكر، بخصوص ذلك."

### نيكولاي غوغول وقصة الكابتن كوبيكين
تدور أحداث قصة طويلة عن الكلب الأشعث (حوالي 2500 كلمة في الترجمة الإنجليزية) في الفصل العاشر من رواية نيكولاي غوغول نفوس ميتة، التي نُشرت لأول مرة في عام 1842 يصل تشيتشيكوف -الشخصية المركزية في الرواية- إلى بلدة روسية ويبدأ في شراء الفلاحين المتوفين ("الأسماء") من ملاك الأراضي المحليين، وبالتالي تخفيف العبء الضريبي على ملاك الأراضي بناءً على إحصاء سكاني غير متكرر. مع انتشار الارتباك والشك حول دوافع تشيتشيكوف، يجتمع المسؤولون المحليون لمحاولة التعرف على خلفية تشيتشيكوف وهدفه. عند نقطة ما، يقاطع مدير مكتب البريد المحلي: "إنه، أيها السادة، يا سيدي العزيز، ليس سوى الكابتن كوبيكين!" لا أحد من الآخرين في الغرفة يعرف الكابتن كوبيكين، ويبدأ مدير مكتب البريد في سرد قصته.
أصيب الكابتن كوبيكين بجروح خطيرة في معركة بالخارج أثناء الصراع العسكري مع فرنسا النابليونية عام 1812. أُعيد إلى سان بطرسبرج بسبب خطورة إصاباته ومن بينها فقدان ذراعه وساقه. في ذلك الوقت، لم يكن الدعم المالي أو غيره من أشكال الدعم متاحًا بسهولة للجنود الذين كانوا في مثل هذه الحالة نتيجة لإصابات القتال، وكان الكابتن كوبيكين يكافح من أجل دفع تكاليف الإقامة والطعام بأمواله التي استنفدت بسرعة. مع تفاقم وضعه بشكل متزايد، يأخذ كوبيكين على عاتقه مواجهة زعيم "نوع من المفوضية العليا، أو مجلس الإدارة أو أي شيء آخر، كما تفهم، ورئيسها هو القائد العام فلان وفلان". ومن المفهوم أن هذه الشخصية العسكرية الكبيرة قد تكون لديها الوسائل لمساعدة كوبيكين أو تقديم كلمة للحصول على معاش تقاعدي من نوع ما. ويتبع ذلك ملخص مطول لاجتماعات كوبيكين والمحاولات المتكررة لطلب المساعدة من هذا القائد على مدى فترة من الزمن. في النهاية صرح مدير مكتب البريد: "لكن سامحني أيها السادة، هنا يبدأ الخيط، يمكن للمرء أن يقول، مؤامرة الرواية" ويبدأ في إدخال عصابة من اللصوص في القصة.
عند هذه النقطة، يقاطع أحد المستمعين اعتذاريًا، "لقد قلت بنفسك أن الكابتن كوبيكين فقد ذراعًا وساقًا، بينما تشيتشيكوف...." فجأة صفع مدير مكتب البريد نفسه على رأسه واعترف بأن هذا التناقض لم يخطر بباله في اللحظة الأخيرة. ابدأ و"اعترف بأن القول بأن "الإدراك المتأخر هو موطن قوة الرجل الروسي" كان صحيحًا تمامًا".

### إسحاق عظيموف وقصة الشاه غيدو ج.
في مجموعة قصص إسحاق أسيموف بعنوان "شراء كوكب المشتري وقصص أخرى" هناك قصة بعنوان " شاه جويدو جي "  في ملاحظاته الخلفية، يحدد أسيموف الحكاية على أنها قصة كلب أشعث، ويوضح أن العنوان عبارة عن قصة العب على "الكلب الأشعث".

## أمثلة في الموسيقى
- آرلو جوثري مناهض للحرب "مذبحة مطعم أليس" هي قصة كلب أشعث حول التجنيد العسكري والهيبيين والتخلص غير السليم من القمامة.[11]
- نسخة ديفد برومبيرغ من "Bullfrog Blues" (في How Late'll Ya Play 'Til؟ ) هي قصة كلب أشعث متجولة يتم إجراؤها كأغنية البلوز الناطقة .[12]
- "غريب ال" يانكوفيتش'س " البوكيرك"، المسار الأخير في ألبومه عام 1999 الجري بالمقص، هو استطراد لأكثر من أحد عشر دقيقة من أحد الموضوعات الأولى المذكورة في الأغنية، وهو كراهية الراوي والبطل منذ فترة طويلة لمخلل الملفوف.[13]
- فرقة جي جيلز باند "No Anchovies، Please" في ألبومهم عام 1980 Love Stinks، هي قصة كلب أشعث تحكي قصة ربة منزل أمريكية تواجه مصيرًا مؤسفًا بعد فتح علبة أنشوجة.[14]

## أمثلة أخرى
- كان مايلز نا جي كوبلين، أحد الأسماء المستعارة لـ فلان أوو براين ، أستاذًا في قصص الكلب الأشعث الطويلة، والأكثر شيوعًا في قصصه " حياة مختلفة لكيتس وتشابمان" في عموده في آيرش تايمز حديقة Cruisceann . تحتوي جميع القصص تقريبًا على تفاصيل متعرجة ومؤلمة وباطنية في كثير من الأحيان، مما يؤدي إلى نهاية لا معنى لها لتبرير التورية أو الملعقة المروعة والمسلية، وكلما كانت مؤلمة كلما كان ذلك أفضل. في الواقع، اسم العمود وشخصياته، استنادًا إلى الشعراء كيتس وتشابمان، مستمدة من القصة الأولى من نوعها حيث يُنظر إلى جون كيتس، بالإضافة إلى مواهبه الشعرية، على أنه طبيب بيطري خبير، والذي حصل على جائزة الحمام الزاجل التي تعود إلى جورج تشابمان. يحظر وهو يختنق. يفتح كيتس منقار الطائر على نطاق واسع، ويحدق إلى الأسفل لبضع ثوان، ويزيل بمهارة قطعة من سدادة الشمبانيا العالقة في حلق الطائر، ويستعيد حيوان تشابمان الصحة. عند هذا الحدث السعيد، تأثر كيتس لكتابة السوناتة الشهيرة، " عند النظر أولاً إلى هوميروس تشابمان " (هوميروس عامية تعني الحمام الزاجل، بالإضافة إلى اسم الشاعر اليوناني العظيم الذي كتبت له قصيدة كيتس بالفعل).[15][16]
- في فيلم ستة من نفس النوع، يشرح الشريف جون هوكسلي (الذي يؤدي دوره وي سي فيلدز ) كيف أصبح يُعرف باسم Honest John. القصة بحد ذاتها مختصرة لقصة الكلب الأشعث، </link> ولكنه مبطن بمحاولات فيلدز المخمور وغير الناجحة للقيام بتسديدة بسيطة في البلياردو. وفي النهاية اتضح أن سبب اللقب هو أنه أعاد ذات مرة عينًا زجاجية إلى صاحبها الذي تركها وراءه.[17]
- اشتهر الممثلان الكوميديان بادي هاكيت ونورم ماكدونالد برواية قصص الكلاب الأشعث.[18]
- في عائلة سمبسون، كثيرًا ما تروي شخصية جرامبا سيمبسون قصصًا لا معنى لها عن الكلاب الأشعث، مما يؤدي في كثير من الأحيان إلى إزعاج الشخصيات الأخرى. في الموسم 4 حلقة " الخروج الأخير إلى سبرينغفيلد"، أخبر جرامبا السيد بيرنز أنه يستخدم "القصص التي ليس لها هدف" كأسلوب لكسر الملل قبل الانطلاق في قصة متشعبة.[19]
- في رواية V. التي كتبها توماس بينشون، يتذكر الشخصية الرئيسية بيني بروفان قصة كلب أشعث عن صبي ولد بمسمار ذهبي في سرته، ويتبين أن الغرض الوحيد منه هو الحفاظ على مؤخرة الصبيفي مكانها الصحيح.[20]
- رولينج ستون تسمى المتنورين! ثلاثية "أطول نكتة كلب أشعث في التاريخ الأدبي..."[21]
- في قصة نار المخيم التي نشرتها منظمة الكشافة الأمريكية بعنوان "أنت لست راهبًا"، يروي أحد الراوي قصة مدتها 10 دقائق عن رجل يمر بسلسلة طويلة من التجارب ليصبح راهبًا على أمل الحصول على إذن لتعلم سر غامض، وفي النهاية يرفض الراوي أن يخبر الجمهور بالسر لأنك "لست راهبًا".[22]
- ليبوسكي الكبير
- نكتة تشيريو Cheerio هي نسخة حديثة من قصة الكلب الأشعث. تحتوي النكتة على إطار عام يضم ذكرًا شبيهاً بالرقائق المحمصة (يُحدد أحيانًا على أنه رقائق العسل بالمكسرات ) الذي يذهب إلى المدرسة الثانوية ويقع في حب أنثى Cheerio، حيث يذهب الاثنان إلى حفلة موسيقية ويتم إرسال بطل الرواية للوقوف في طابور للحصول على قدح عصير، فقط ليتم إخبارك أنه لا يوجد " نكتة ". يمكن تفصيل القصة بعدة طرق لتمديد طول النكتة، مثل التفاصيل الدقيقة لحياة عائلة تشيريو، إلى تفاصيل لا معنى لها حول علاقته، أو حتى مونولوج داخلي بينما ينتظر انتهاء الجملة غير الموجودة. على غرار الأرستقراطيين، فإن روح الدعابة في النكتة مستمدة بشكل أكبر من سخافة التفاصيل المعطاة للقسم الأوسط من النكتة.

## أنظر أيضا
- مكافحة الفكاهة
- الأرستقراطيين
- بندقية تشيخوف
- فيغوت
- الحمل الزائد للمعلومات
- لا يوجد راديو الصابون
- راكوغو
- سمك الرنجه الاحمر
- كلب أشعث (توضيح)
- قصة اله الأشعث